# Reginald Denny
Reginald Denny (Richmond upon Thames, Anglaterra, 20 de novembre de 1891 − Richmond upon Thames, 16 de juny de 1967) va ser un actor britànic.

## Biografia
Nascut a Richmond upon Thames, Surrey, Anglaterra el 1891 en una família d'actors de teatre, Reginald Denny va començar la seva carrera el 1915, treballant tant a Gran Bretanya com als Estats Units on va arribar el 1912 amb la seva família per a la posada en escena d'una comèdia, Quaker Girl. El seu pare era l'actor i cantant W. H. Denny. Reginald va esdevenir gran amic de John Barrymore, treballant amb ell en un èxit de Broadway del 1920, el Ricard III.
Va començar la seva carrera al cinema en el cinema mut, tot i això Denny es fa un espai en el cinema parlat. Va interpretar alguns papers de protagonista els primers anys del so, sobretot en papers còmics. El seu últim paper va ser a Batman, on interpreta el Comodore Schmidlapp.
Denny va fer nombroses aparicions en televisió en els anys 50 i 60.
Va morir el 1967 a l'edat de 75 anys, després d'una llarga batalla amb el càncer.

## Carrera a l'aviació
En la Primera Guerra Mundial, Denny es va allistar en la Royal Flying Corps convertint-se en pilot. En els primers anys trenta, Denny es va interessar en projectes de control de ràdio. Amb els seus socis, va fundar les Indústries Reginald Denny, obrint també un negoci amb el nom de Reginald Denny Hobby Shops. Treballant en projectes industrials relacionats amb la ràdio, la companyia de Denny va guanyar un contracte amb l'exèrcit, construint el OQ-2 Radioplane, un avió no tripulat utilitzat durant la Segona Guerra Mundial quan es van construir per a l'exèrcit d'almenys 15.000.
Una placa en honor de Jean-Pierre Aumont es va instal·lar el 28 de setembre de 2008 al número 4, de l'Allée des Brouillards al 18è arrondissement de París.

## Filmografia parcial
- 1930: Experience
- 1930: Madam Satan de Cecil B. DeMille: Bob Brooks
- 1930: Oh, For a Man! de Hamilton MacFadden: Barney McGann
- 1931: Parlor, Bedroom and Bath: Jeffrey Haywood
- 1933: Only Yesterday de John M. Stahl: Bob
- 1933: The Barbarian de Sam Wood: Gerald Hulme
- 1934: De la servitud humana (Of Human Bondage) de John Cromwell: Harry Griffiths
- 1934: The Little Minister de Richard Wallace: Capità Halliwell
- 1934: The World Moves On de John Ford: Erik von Gerhardt
- 1934: The Lost Patrol de John Ford: George Brown
- 1935: Anna Karenina de Clarence Brown: Iaixin
- 1935: No More Ladies d'Edward H. Griffith i George Cukor: Oliver Allen
- 1936: Romeo and Juliet de George Cukor: Benvolio
- 1938: Four Men and a Prayer de John Ford: El capità Douglas Loveland
- 1940: Rebecca d'Alfred Hitchcock: Frank Crawley
- 1940: Seven Sinners de Tay Garnett: Capità Church
- 1942: Captains of the Clouds de Michael Curtiz: El comandant
- 1942: Thunder Birds de William A. Wellman: Barrett
- 1945: Love Letters de William Dieterle: Phillips
- 1947: Escape Me Never de Peter Godfrey i LeRoy Prinz: Mr MacLean
- 1947: Morena i perillosa (My Favorite Brunette) d'Elliott Nugent: James Collins
- 1947: La vida secreta de Walter Mitty (The Secret Life of Walter Mitty) de Norman Z. McLeod: El Coronel
- 1947: The Macomber Affair de Zoltan Korda: L'inspector de policia
- 1948: Els Blandings ja tenen casa (Mr. Blandings builds his Dream House) de Henry C. Potter: Henry L.Simms
- 1955: Fugida a Birmània (Escape to Burma) d'Allan Dwan: El comissari
- 1956: La volta al món en vuitanta dies (Around the World in Eighty Days) de Michael Anderson: El cap de policia
- 1965: Cat Ballou d'Elliot Silverstein: Sir Harry Percival
- 1966: Batman de Leslie H. Martinson: Comodor Schmidlapp
- 1949: Golden Arrow de Gordon Parry (André Marchand)
- 1950: La vie commence demain - documental - de Nicole Vedrès
- 1950: L'Homme de joie de Gilles Grangier (Henri Perlis)
- 1951: L'Amant de paille de Gilles Grangier (Stanislas Michodier)
- 1951: La vendetta del corsaro de Primo Zeglio (Enrico di Roccabruna)
- 1951: Ultimo incontro de Gianni Franciolini (Michele Bonesi)
- 1951: Hollywood sur Seine - curt de François Villiers
- 1952: Les loups chassent la nuit de Bernard Borderie (Cyril)
- 1952: Moineaux de Paris de Maurice Cloche (Césarin)
- 1953: Lilí de Charles Walters (Marc)
- 1953: Kœnigsmark de Solange Térac Raoul Vignerte
- 1953: Vedettes en pantoufles - curt de Jacques Guillon
- 1954: Charge of the lancers de William Castle (Cap. Eric Evoir)
- 1954: Si Versalles s'expliqués (Si Versailles m'était conté...) de Sacha Guitry (Cardenal de Rohan)
- 1955: Dix-huit heures d'escale de René Jolivet (Robert)
- 1955: Napoléon de Sacha Guitry (Régnault de Saint-Jean d'Angély)
- 1955: Mademoiselle de Paris de Walter Kapps (Maurice Darnal)
- 1956: Hilda Crane de Philip Dunne (Professor Jacques De Lisle)
- 1957: The seventh sin de Ronald Neame (Paul Duvelle)
- 1959: La Verte Moisson de François Villiers - comentarista
- 1959: John Paul Jones, maître des mers (John Paul Jones de John Farrow (el rei Lluís XVI)
- 1960: The ennemy general de George Sherman (Durand)
- 1961: The blonde from Buenos-Aires de George Cahan
- 1961: The devil at four o'clock de Mervyn LeRoy (Jacques)
- 1961: Le Puits aux trois vérités de François Villiers (Un convidat)
- 1961: L'Art de vivre - curt de Edouard Berne
- 1962: Les Sept Péchés capitaux film d'esquetxos: "L'Orgueil" (Le mari)
- 1962: Five miles to midnight d'Anatole Litvak (Alan Stewart)
- 1962: Una domenica d'estate de Giulio Petroni
- 1962: The horse without a head de Don Chaffey - L'inspector Sinet
- 1962: Le Carnaval du crime de George Cahan (Mike Voray)
- 1963: Vacances portugaises de Pierre Kast (Jean-Pierre)
- 1965: Il était une fois un tracteur de Leopoldo Torre Nilsson
- 1967: Blind man's bluff de Edward Mann
- 1969: Castle keep de Sydney Pollack (El comte de Maldorais)
- 1970: Le Collectionneur de cadavres de Santos Alcocer (Claude Marchand)
- 1971: L'Homme au cerveau greffé de Jacques Doniol-Valcroze (Jean Marcilly)
- 1971: Biribi de Daniel Moosmann (General)
- 1973: La nit americana de François Truffaut (Alexandre)
- 1974: Le Chasseur d'ombres de Teri Mc Luhan -
- 1974: Vérités et mensonges d'Orson Welles - Cameo
- 1975: Posa-hi l'altra galta (Porgi l'altra guancia) de Franco Rossi Delgado
- 1975: The happy hooker de Nicholas Sgarro (Yves St. Jacques)
- 1975: Le Chat et la Souris de Claude Lelouch (Monsieur Richard)
- 1975: Catherine et Cie de Michel Boisrond (Marqués de Puisargue)
- 1975: Mahogany de Berry Gordy (Christian Rosetti)